# Jacinto Convit

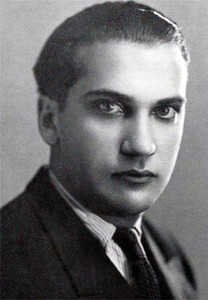
Jacinto Convit

Jacinto Convit García (* 11. September 1913 in Caracas; † 12. Mai 2014 ebenda) war ein venezolanischer Mediziner. 

## Leben
Convits bekannteste Leistungen waren die Entwicklung des ersten Impfstoffs gegen Lepra und eines weiteren gegen Leishmaniose, für die er im Jahr 1988 für den Nobelpreis für Medizin nominiert wurde. Am 10. April 1987 erhielt er den Prinz-von-Asturien-Preis für wissenschaftliche und technische Forschung. Er erhielt auch den Damien-Dutton Award, den Nationalen Preis für Medizin in Venezuela, den Preis für Wissenschaft und Technologie Mexikos und die panamerikanischen Preise Soopr und Horowitz. Er war lange Zeit für die Weltgesundheitsorganisation tätig und hat als Leiter des Instituts für Biomedizin in Venezuela gearbeitet.